# Olympische Geschichte Jugoslawiens
| Gelbes Symbol für Goldmedaillen mit stilisierten Olympischen Ringen | Graues Symbol für Silbermedaillen mit stilisierten Olympischen Ringen | Braundes Symbol für Bronzemedaillen mit stilisierten Olympischen Ringen |
| ------------------------------------------------------------------- | --------------------------------------------------------------------- | ----------------------------------------------------------------------- |
| 26                                                                  | 32                                                                    | 29                                                                      |

Jugoslawien nahm erstmals an den Olympischen Spielen 1920 teil. Zuvor traten viele Athleten Jugoslawiens für Österreich-Ungarn an. Eine kleine Mannschaft serbischer Athleten nahm an den Olympischen Sommerspielen 1912 teil.
Jugoslawien nahm unter drei verschiedenen Mannschaften teil:
- Königreich Jugoslawien (offiziell: Staat der Slowenen, Kroaten und Serben bis 1929) von 1920 bis 1926
- SFRJ von 1948 bis zu den Olympischen Winterspielen 1992
- Serbien und Montenegro (gegründet nach dem Zerfall von Jugoslawien) 1996 bis 2002

Kroatien und Slowenien traten bei den Winterspielen 1992 erstmals als unabhängige Mannschaft an, Bosnien und Herzegowina bei den Sommerspielen 1992. Bei den Olympischen Sommerspielen 2008 waren alle ehemaligen Mitglieder Jugoslawiens vertreten, bis auf die ehemalige autonome Provinz Kosovo, welche ihr Debüt bei den Olympischen Sommerspielen 2016 gab.

## Geschichte
| Jahre     | Mannschaften | Mannschaften | Mannschaften            | Mannschaften                         | Mannschaften                         | Mannschaften                         | Mannschaften                         |
| --------- | ------------ | ------------ | ----------------------- | ------------------------------------ | ------------------------------------ | ------------------------------------ | ------------------------------------ |
| 1912      |              |              |                         |                                      | Serbien                              | Serbien                              |                                      |
| 1920–1988 | Jugoslawien  | Jugoslawien  | Jugoslawien             | Jugoslawien                          | Jugoslawien                          | Jugoslawien                          | Jugoslawien                          |
| 1992 W    | Kroatien     | Slowenien    | Jugoslawien             |                                      |                                      |                                      |                                      |
| 1992 S    | Kroatien     | Slowenien    | Bosnien und Herzegowina | unabhängige Olympiateilnehmer        | unabhängige Olympiateilnehmer        | unabhängige Olympiateilnehmer        | unabhängige Olympiateilnehmer        |
| 1994      | Kroatien     | Slowenien    | Bosnien und Herzegowina | Verbot einer Teilnahme durch die UNO | Verbot einer Teilnahme durch die UNO | Verbot einer Teilnahme durch die UNO | Verbot einer Teilnahme durch die UNO |
| 1996–2002 | Kroatien     | Slowenien    | Bosnien und Herzegowina | Nordmazedonien                       | BR Jugoslawien                       | BR Jugoslawien                       | BR Jugoslawien                       |
| 2004–2006 | Kroatien     | Slowenien    | Bosnien und Herzegowina | Nordmazedonien                       | Serbien und Montenegro               | Serbien und Montenegro               | Serbien und Montenegro               |
| 2008–2014 | Kroatien     | Slowenien    | Bosnien und Herzegowina | Nordmazedonien                       | Serbien                              | Serbien                              | Montenegro                           |
| 2016–     | Kroatien     | Slowenien    | Bosnien und Herzegowina | Nordmazedonien                       | Serbien                              | Kosovo                               | Montenegro                           |

## Ausgetragene Spiele
Jugoslawien war lediglich einmal Gastgeber von Olympischen Spielen.
| Spiele                       | Stadt    | Datum            | Nationen | Teilnehmer | Veranstaltungen |
| ---------------------------- | -------- | ---------------- | -------- | ---------- | --------------- |
| Olympische Winterspiele 1984 | Sarajevo | 8. – 19. Februar | 49       | 1.272      | 39              |

## Medaillen
Ewiger Medaillenspiegel der Olympischen Spiele

### Medaillen bei Sommerspielen
| Spiele           | Athleten | Gold | Silber | Bronze | Total |
| Antwerpen 1920   | 15       | 0    | 0      | 0      | 0     |
| Paris 1924       | 42       | 2    | 0      | 0      | 2     |
| Amsterdam 1928   | 34       | 1    | 1      | 3      | 5     |
| Los Angeles 1932 | 1        | 0    | 0      | 0      | 0     |
| Berlin 1936      | 93       | 0    | 1      | 0      | 1     |
| London 1948      | 90       | 0    | 2      | 0      | 2     |
| Helsinki 1952    | 87       | 1    | 2      | 0      | 3     |
| Melbourne 1956   | 35       | 0    | 3      | 0      | 3     |
| Rom 1960         | 116      | 1    | 1      | 0      | 2     |
| Tokio 1964       | 75       | 2    | 1      | 2      | 5     |
| Mexico-Stadt     | 69       | 3    | 3      | 2      | 8     |
| München 1972     | 126      | 2    | 1      | 2      | 5     |
| Montreal 1976    | 88       | 2    | 3      | 3      | 8     |
| Moskau 1980      | 164      | 2    | 3      | 4      | 9     |
| Los Angeles 1984 | 139      | 7    | 4      | 7      | 18    |
| Seoul 1988       | 155      | 3    | 4      | 5      | 12    |
| Total            | Total    | 26   | 29     | 28     | 83    |

Die Bundesrepublik Jugoslawien gewann bei den olympischen Spielen 1996 und 2000, 2× Gold, 2× Silber und 3× Bronze und kommt so insgesamt auf 28× Gold, 31× Silber und 31× Bronze.

### Medaillen bei Winterspielen
| Spiele                      | Athleten | Gold | Silver | Bronze | Total |
| Chamonix 1920               | 4        | 0    | 0      | 0      | 0     |
| St. Moritz 1928             | 6        | 0    | 0      | 0      | 0     |
| Lake Placid 1932            | -        | -    | -      | -      | -     |
| Garmisch-Partenkirchen 1936 | 17       | 0    | 0      | 0      | 0     |
| St. Moritz 1948             | 17       | 0    | 0      | 0      | 0     |
| Oslo 1952                   | 6        | 0    | 0      | 0      | 0     |
| Cortina d’Ampezzo 1956      | 17       | 0    | 0      | 0      | 0     |
| Squaw Valley 1960           | -        | -    | -      | -      | -     |
| Innsbruck 1964              | 31       | 0    | 0      | 0      | 0     |
| Grenoble 1968               | 30       | 0    | 0      | 0      | 0     |
| Sapporo 1972                | 26       | 0    | 0      | 0      | 0     |
| Innsbruck 1976              | 28       | 0    | 0      | 0      | 0     |
| Lake Placid 1980            | 28       | 0    | 0      | 0      | 0     |
| Sarajevo 1984               | 15       | 0    | 1      | 0      | 1     |
| Calgary 1988                | 72       | 0    | 2      | 1      | 3     |
| Albertville 1992            | 22       | 0    | 0      | 0      | 0     |
| Total                       | Total    | 0    | 3      | 1      | 4     |